# Microthurge furcatus
Microthurge furcatus är en biart som beskrevs av Griswold 1991. Microthurge furcatus ingår i släktet Microthurge och familjen buksamlarbin. Inga underarter finns listade i Catalogue of Life.